# Fjodor Otsep
Fjodor Aleksandrovitj Otsep (ryska: Фёдор Александрович Оцеп), född 9 februari 1895 i Moskva, död 10 juni 1949 Ottawa i Kanada, var en rysk filmregissör. Från slutet av 1920-talet levde han i exil, och hann med att göra film i Sovjetunionen, Tyskland, Italien, Storbritannien, Spanien, Frankrike, USA och Québec. På grund av olika transkriptioner från det kyrilliska alfabetet förekommer hans namn under flera olika stavningar, som Fyodor Otsep, Fyodor Otzep, Fédor Ozep och i Spanien Pedro Otzoup.
Otseps filmer uppvisar blandformer av tidens estetiska strömningar: de två tyska filmerna Det levande liket (1929) och Bröderna Karamazov (1931) har beskrivits som mellanting mellan sovjetisk montagefilm och tysk expressionism. Enligt filmvetaren Raymond Durgna avviker Bröderna Karamazov från montagefilmens konventioner genom att "dostojevskiska själavåndor ersätter leninistisk kollektivism till vilken 'officiella' montage-mästare stämde sina lyror".
Otsep avled 10 juni 1949 i Ottawa, Kanada.

## Filmografi i urval
- 1924 – Aelita (manus)
- 1927 – Den gula biljetten
- 1929 – Det levande liket
- 1931 – Bröderna Karamazov
- 1932 – Storstadsnätter
- 1934 – Den stora lidelsen
- 1937 – Spader dam
- 1938 – Gibraltar
- 1938 – Tarakanova
- 1944 – Three Russian Girls
- 1948 – Mord till musik